# Беатрис Френска
Беатрис Френска (на френски: Béatrice de France, Beatrix, * 938 или 939, † 23 август след 987) от род Робертини e графиня на Бар и херцогиня на Горна Лотарингия.
Тя е дъщеря на Хуго Велики († 956), херцог на Франкония, и Хедвига Саксонска († 959), сестра на Ото I Велики. Тя е сестра на Хуго Капет (крал на Франция 987-996).
През 951 г. Беатрис е сгодена и през 954/955 г. се омъжва за Фридрих I († 18 май 978), граф на Бар (955-978) и херцог на Горна Лотарингия (959–978) от род Вигерихиди.
Нейната зестра е собствеността на абатството Сен-Денис в Лотарингия.
Беатрис си пише с папа Силвестър II.
От 978 до 987 г. тя е регентка на син си Дитрих.
Децата на Беатрис и Фридрих са:
- Хайнрих, † пр. 978
- Адалберо (* 958, † 14 декември 1005), 984 епископ на Вердюн, 984 епископ на Мец
- Дитрих I (* 965, † 11 април 1027/33), 978 херцог на Горна Лотарингия; ∞ ок. 985 г. за Рихилде († 1026), дъщеря на Фолмар I, граф на Мец и Блисгау
- вер. и Ида, ∞ за Радебото фон Хабсбург († 1045)/ Радбот от Алтенбург, който построява дворец в Хабсбург. Двамата са основатели на династията Хабсбурги.